# Ⱥ

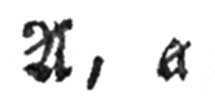

Ⱥ (gemenform: ⱥ) är den latinska bokstaven A med ett streck igenom. I det nordamerikanska indianspråket senćoŧens alfabet är Ⱥ den andra bokstaven och representerar diftongen [ej].